# Neogaya urbismalora
Neogaya urbismalora är en flockblommig växtart som beskrevs av Mikhail Grigoríevič Popov. Neogaya urbismalora ingår i släktet Neogaya och familjen flockblommiga växter. Inga underarter finns listade i Catalogue of Life.